# Wülknitz (Köthen)
Wülknitz is een plaats en voormalige gemeente in de Duitse deelstaat Saksen-Anhalt, en maakt deel uit van de Landkreis Anhalt-Bitterfeld.

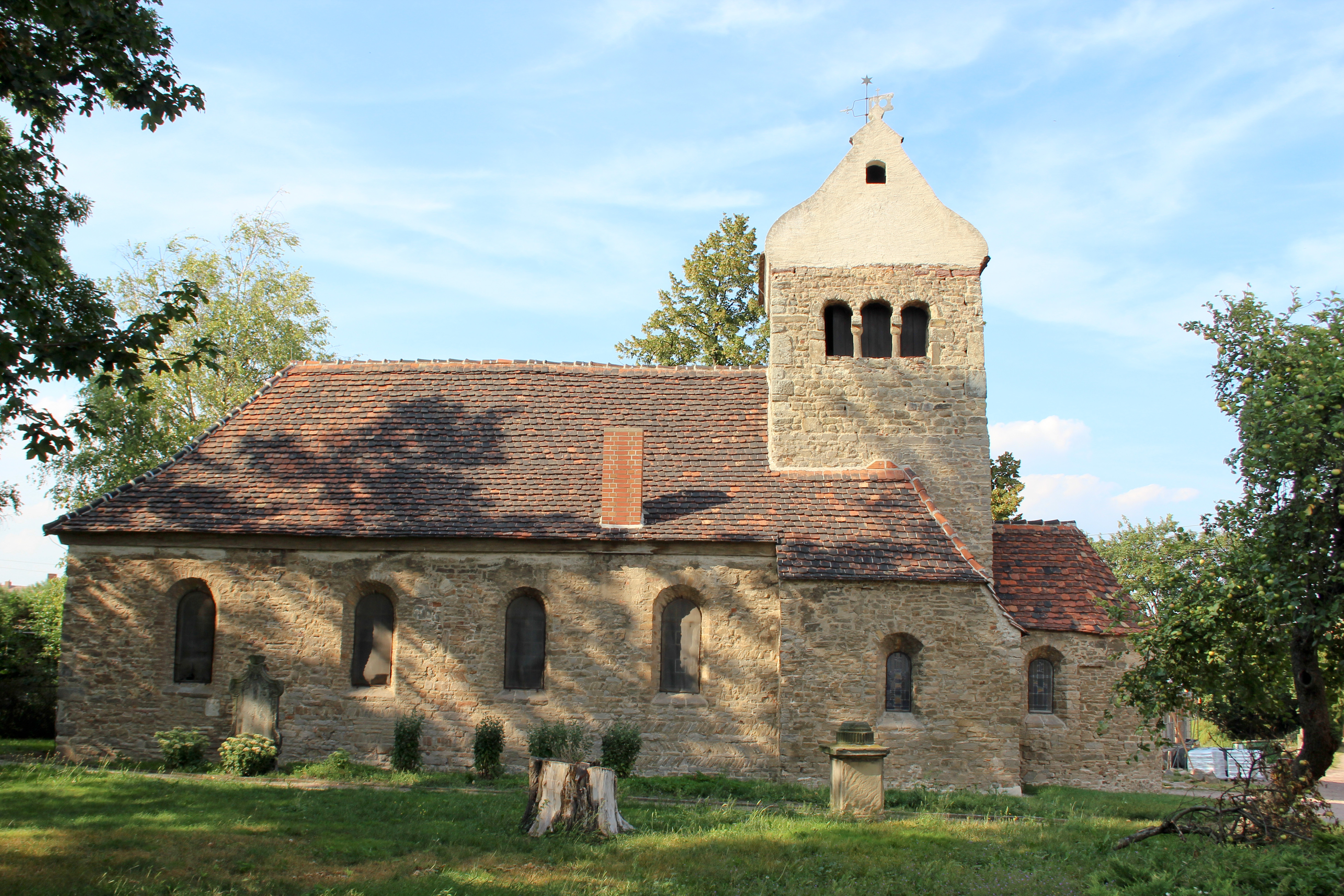

Wülknitz telt 562 inwoners.